# Wojciech Choroba
Wojciech Choroba (* 3. Mai 1966 in Tarnowskie Góry) ist ein ehemaliger deutsch-polnischer Fußballspieler.

## Werdegang
Der Mittelfeldspieler begann seine Karriere bei Polonia Bytom. Für diesen Club spielte er von 1985 bis 1992 in der zweithöchsten polnischen Spielklasse. Anschließend zog es ihn nach Deutschland, wo er sich dem westfälischen Oberligisten SC Verl anschloss. Mit den Verlern wurde Choroba in der Saison 1992/93 Vizemeister hinter Preußen Münster und schaffte ein Jahr später die Qualifikation für die neu eingeführte Regionalliga West/Südwest. Im Sommer 1994 wechselte Choroba zum Kreisrivalen FC Gütersloh, der im Gegensatz zu den Verlern die Regionalligaqualifikation nicht geschafft hatte.
Mit dem FC Gütersloh wurde Wojciech Choroba in der Saison 1994/95 Meister der Oberliga Westfalen und ein Jahr später Meister der Regionalliga West/Südwest. Diese zwei Aufstiege in Folge brachten den Verein in die 2. Bundesliga, wo der Verein in der Saison 1997/98 lange Zeit um den Aufstieg in die Bundesliga mitspielte und am Ende Fünfter wurde. Ein Jahr später stiegen die Gütersloher wieder in die Regionalliga ab. Nach 82 Zweitligaspielen für Gütersloh verließ Choroba während der Saison 1999/2000 den Verein, der insolvenzbedingt aufgelöst werden musste. Er spielte daraufhin für den Ligarivalen KFC Uerdingen 05 weiter, für den er bis 2001 auflief. 
In der Saison 2001/02 war Wojciech Choroba Co-Trainer der Uerdinger unter Jos Luhukay. Choroba kehrte nach Ostwestfalen zurück und machte eine Ausbildung zum Sport- und Fitnesskaufmann. Darüber hinaus trainierte er noch einen Bielefelder Bezirksligisten und ließ sich in Oerlinghausen-Lipperreihe nieder. Wojciech Choroba ist verheiratet und hat zwei Kinder. Sein Sohn Patrick Choroba spielt in der Regionalliga West beim SC Rödinghausen.